# Oberstdorf (stacja kolejowa)
Oberstdorf – stacja czołowa w Oberstdorfie, w kraju związkowym Bawaria, w Niemczech. Znajdują się tu 2 perony.